# Campeonato Asiático de Atletismo de 2013 - 400 m com barreiras feminino
A prova dos 400 metros com barreiras feminino do Campeonato Asiático de Atletismo de 2013 foi disputada no dia 7 de julho de 2013 no Shree Shiv Chhatrapati Sports Complex em Pune, na Índia. 

## Recordes
Antes desta competição, os recordes mundiais e do campeonato nesta prova eram os seguintes:
|                       | Nome              | Nacionalidade | Tempo  | Local   | Data                   |
| --------------------- | ----------------- | ------------- | ------ | ------- | ---------------------- |
| Recorde mundial       | Yuliya Pechonkina | Rússia        | 52s 34 | Tula    | 8 de agosto de 2003    |
| Recorde do campeonato | Huang Xiaoxiao    | China         | 55s 63 | Incheon | 2005                   |
| Recorde asiático      | Han Qing          | China         | 53s 96 | Pequim  | 26 de setembro de 1993 |

## Medalhistas
| Ouro                  | Prata             | Bronze          |
| Satomi Kubokura (JPN) | Manami Kira (JPN) | Jo Eun-ju (KOR) |

## Cronograma
Todos os horários são locais (UTC+5:30).
| Data       | Hora  | Evento |
| ---------- | ----- | ------ |
| 7 de julho | 16:10 | Final  |

## Final
A final da prova ocorreu dia 7 de julho às 16:10.
| Posição           | Atleta                   | Nacionalidade | Tempo   | Notas |
| ----------------- | ------------------------ | ------------- | ------- | ----- |
| Medalha de ouro   | Satomi Kubokura          | Japão         | 56.82   |       |
| Medalha de prata  | Manami Kira              | Japão         | 57.78   |       |
| Medalha de bronze | Jo Eun-ju                | Coreia do Sul | 58.21   |       |
| 4                 | Christine Sonali Merrill | Sri Lanka     | 59.72   |       |
| 5                 | Nguyen Thi Huyen         | Vietname      | 1:01.68 |       |
| 6                 | Elavarasi Rajan          | Índia         | 1:04.12 |       |
| 7                 | Tatyana Azarova          | Cazaquistão   | DNS     |       |
| 7                 | Raghavan Anu             | Índia         | DNS     |       |

Legenda
| Recorde mundial       | Recorde mundial (World record)               |                       | Recorde africano                      | Recorde africano (African) |                                           | Q | Classificado por posição (Qualified) |
| Recorde do campeonato | Recorde do campeonato (Championship record)  | Recorde da América    | Recorde da América (Americas)         | q                          | Classificado por melhor tempo (Qualified) |   |                                      |
| Melhor marca do ano   | Melhor marca do ano (World leading)          | Recorde asiático      | Recorde asiático (Asian)              | DNS                        | Não largou (Did not start)                |   |                                      |
| Recorde nacional      | Recorde nacional (National record)           | Recorde europeu       | Recorde europeu (European)            | DNF                        | Não terminou (Did not finish)             |   |                                      |
| Recorde pessoal       | Recorde pessoal do atleta (Personal best)    | Recorde da Oceania    | Recorde da Oceania (Oceania)          | DSQ / DQ                   | Desclassificado (Disqualified)            |   |                                      |
| Recorde da temporada  | Recorde da temporada do atleta (Season best) | Recorde sul-americano | Recorde sul-americano (South America) | NM                         | Sem marca (No mark)                       |   |                                      |